# عندما تغيب القطة (فلم رسوم متحركة)
عندما تغيب القطة (When The Cat's Away) هو فيلم رسوم متحركة قصير لـميكي ماوس تم إصداره لأول مرة في 3 مايو/أيار 1929، كجزء من سلسلة أفلام ميكي ماوس، وكان الفيلم السادس والثالث لذلك العام. تم إخراجه من قبل والت ديزني وتم تحريكه بواسطة أب إيوركس وبين شاربستين. في هذا الفيلم، ميكي وميني بحجم الفئران العادية، وتوم القط بحجم الإنسان.

## حبكة
بعد أن غادر القط توم منزله وهو في حالة ثمالة شديدة للذهاب للصيد، نظم ميكي كل أصدقائه الفئران لاقتحام منزل القط. بمجرد دخولهما، يعزف ميكي وميني على البيانو من خلال الرقص على المفاتيح، وفي وقت لاحق، يعزف الآخرون على بعض الآلات الموسيقية والتسجيلات الخاصة بالقط (باستخدام أنفسهم كمكبر صوت وقلم). في النهاية، نجح ميكي وميني في تقبيل بعضهما البعض.

## إنتاج

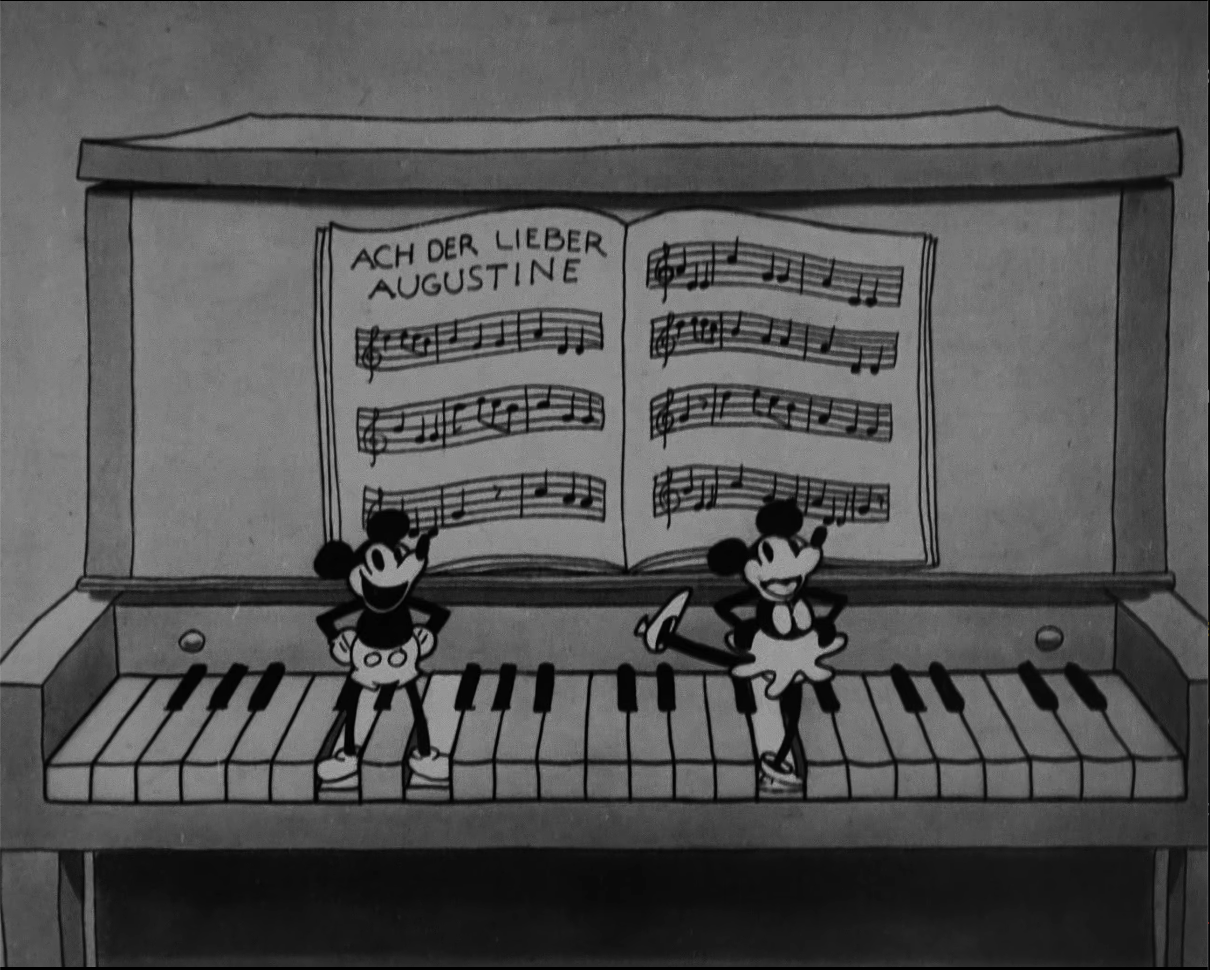
ميكي وميني في الفيلم القصير.

هذه هي المرة الأخيرة التي يتم فيها تصوير ميكي بحجم الفأر، على الرغم من أنه يظل صغيرًا إلى حد ما في الرسوم المتحركة التالية: معركة الحظيرة .
يُوَقِّعُ القط باسمه "القط توم"، والذي تم استخدامه لفترة وجيزة كاسم للشخصية التي تم تحديدها بعد فترة وجيزة باسم دنجل .
في سيناريو مبكر تم إلغاؤه، انتهى الكارتون بببغاء أليف يستدعي الشرطة، مما يتسبب في هروب الفئران بعيدًا.

## طاقم صوتي
- ميكي ماوس: والت ديزني
- ميني ماوس: مارسيليت جارنر
- القط توم: ???
- الببغاء: ???

## استقبال
مجلة أخبار الأفلام (8 يونيو 1929): "هذا أحد سلسلة أفلام ميكي ماوس الكرتونية. وهو متزامن من حيث الصوت، وهو ما يجلب الجزء الأكبر من الضحك. تذهب القطة للصيد وتلعب الفئران أثناء غياب القطة. تعزف كل شيء من البيانو إلى الآلات الموسيقية الأخرى." 
صحيفة فيلم دايلي (28 يوليو 1929): "إن الفيلم مسلٍّ. يقتحم ميكي وأقرباؤه منزل القطة بينما كانت الأخيرة تصطاد. والنتيجة هي مهرجان موسيقي يثبت أنه ممتع للغاية. وكما هي العادة في سلسلة ديزني من أفلام ميكي ماوس القصيرة، فإن العمل الكرتوني مدروس جيدًا ومُقَدَّم بذكاء ومسلي. إنه عمل مضمون لأي جمهور." 